# Acromyrmex aspersus
Acromyrmex aspersus (лат.) — вид муравьёв-листорезов из трибы грибководов Attini подсемейства Myrmicinae (Formicidae).

## Описание
Неотропика: Аргентина, Бразилия, Колумбия, Перу. Длина солдат до 5,5 мм, основная окраска тела коричневая (с желтоватыми отметинами в некоторых частях). На груди развиты длинные острые шипы, в том числе, длинные и направленные вверх среднегрудные боковые острые шипы (они с широким основанием, более крупные, чем другие грудные шипы). Характерны своим тесным симбиозом с грибами, выращиваемыми в земляных муравейниках на основе листовой пережёванной массы.

## Классификация
Вид был впервые описан в 1858 году британским энтомологом Фредериком Смитом по материалам из Бразилии под первоначальным названием Oecodoma aspersa Smith, F. 1858. с 1863 года (Roger, 1863) в составе рода Atta; с 1916 года (Gallardo, 1916) в составе рода Acromyrmex. Сходен с видами Acromyrmex rugosus, Acromyrmex coronatus и Acromyrmex subterraneus (у двух последних видов грудные шипы примерно равные по размерам).